# Ievpatòria
Ievpatòria (ucraïnès: Євпаторія; tàtar de Crimea: Kezlev, rus: Евпатория) és una ciutat de República Autònoma de Crimea a Ucraïna. La seva població (2012) és de 123.777 habitants. Ievpatòria és un port essencial de la mar Negra dins de Crimea, un centre ferroviari, i ciutat de recursos. Les indústries principals inclouen pesca, processament alimentari, fàbriques de vi, pedra calcària que s'extreu, teixits, i la fabricació de materials de construcció, maquinària, fabricació de mobiliari i turisme.
Ievpatòria té balnearis d'aigua mineral, llacs de sal i fang. Aquests recursos pertanyen a una àrea vasta amb instal·lacions curatives on els factors que milloren salut principals són el sol i mar, aire i sorra, salmorra i fang dels llacs salats, així com l'aigua mineral de les fonts termals. La població de la ciutat va conèixer aviat les qualitats curatives del fang local, que es pot trobar aquí de temps immemorial, ja esmentat pels manuscrits de Plini el Vell (circa 80 aC). Altres traccions famoses dintre o prop de Ievpatòria són la Mesquita Juma-Jami, Kenassa karaïa, la Catedral de Sant Nicolau i Dervishes Tekje.

## Història

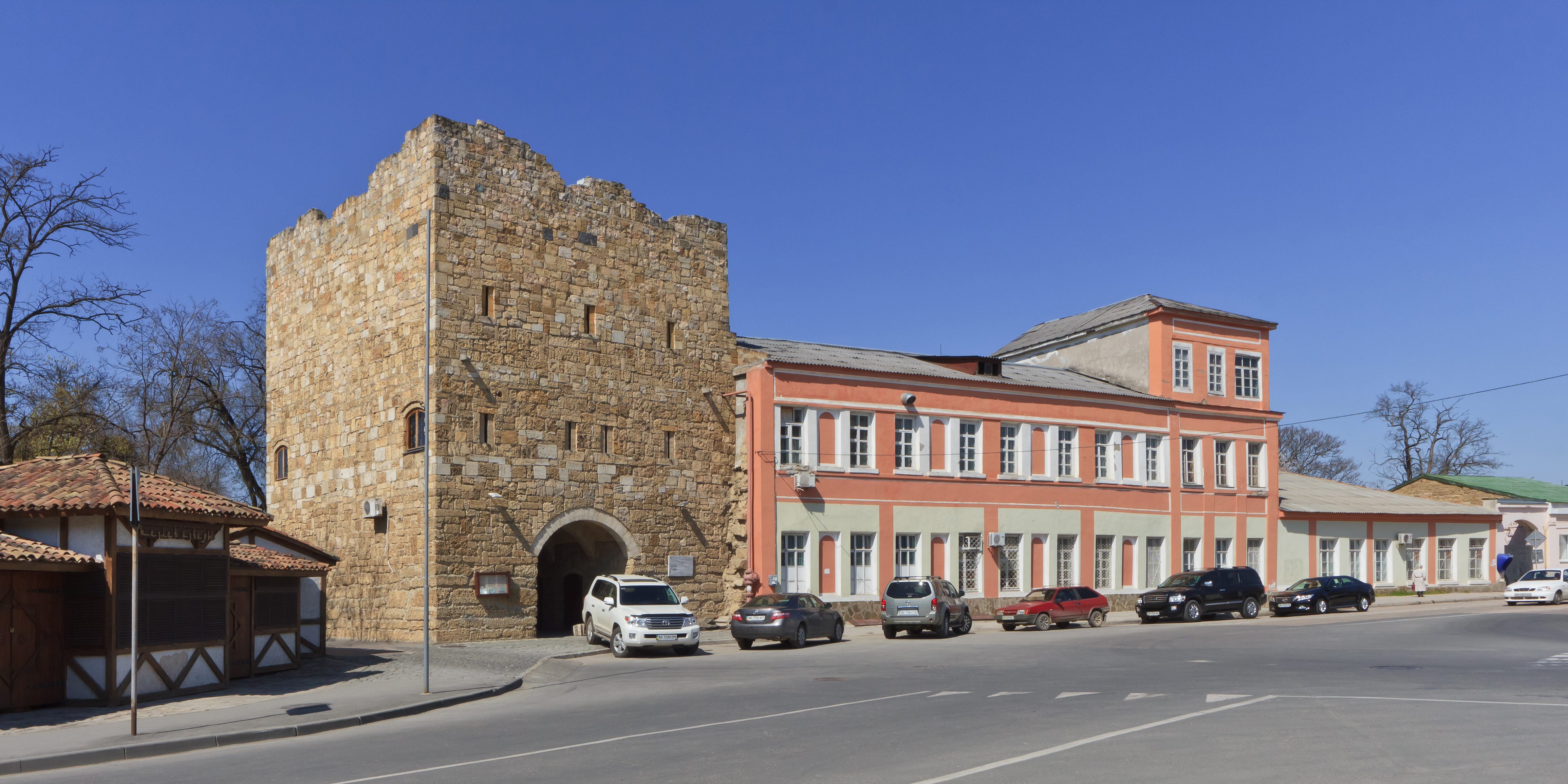
Odun-Bazar-Kapusu - torre reconstruïda del Kezlev medieval

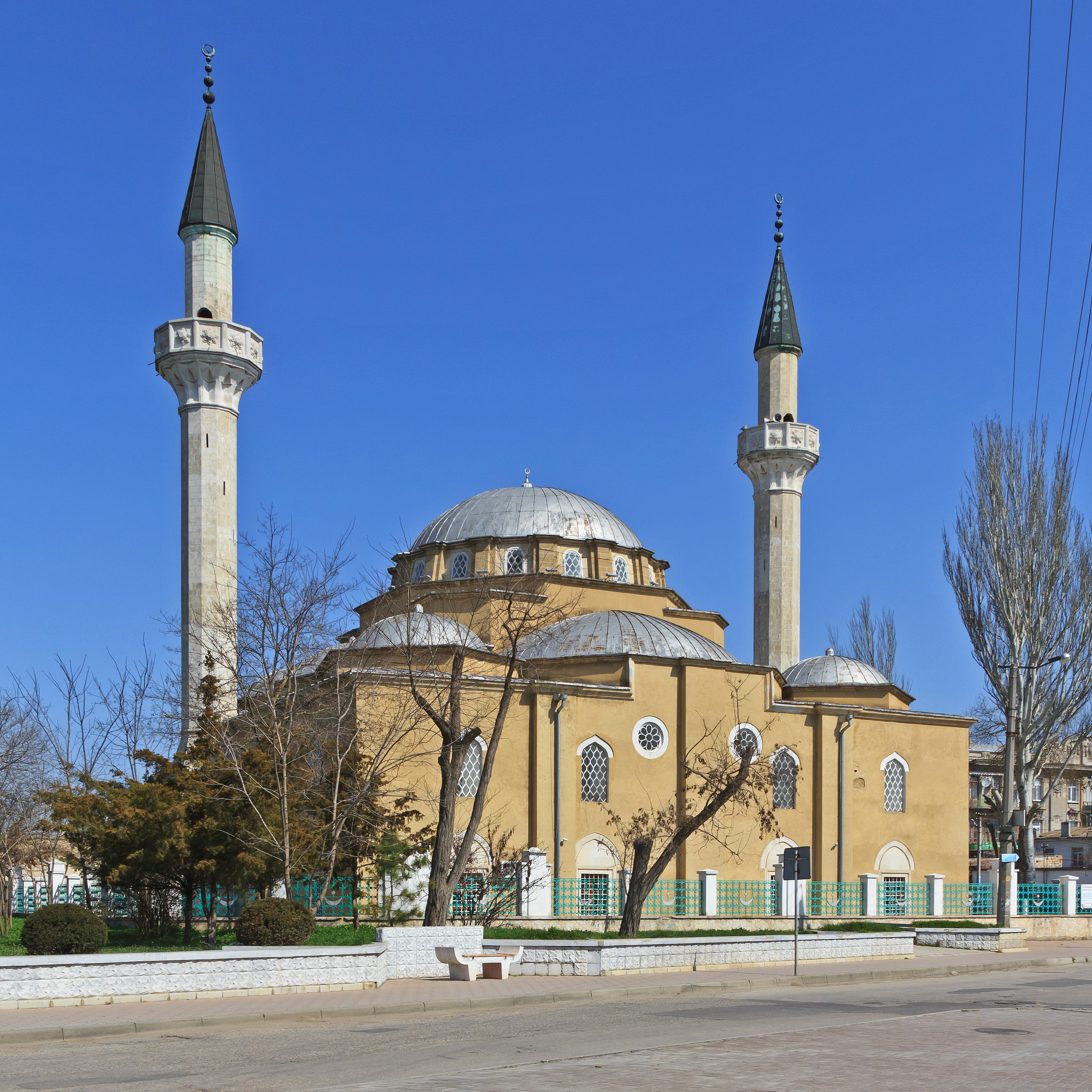
La mesquita de Juma-jami dissenyada el 1522 per Mimar Sinan

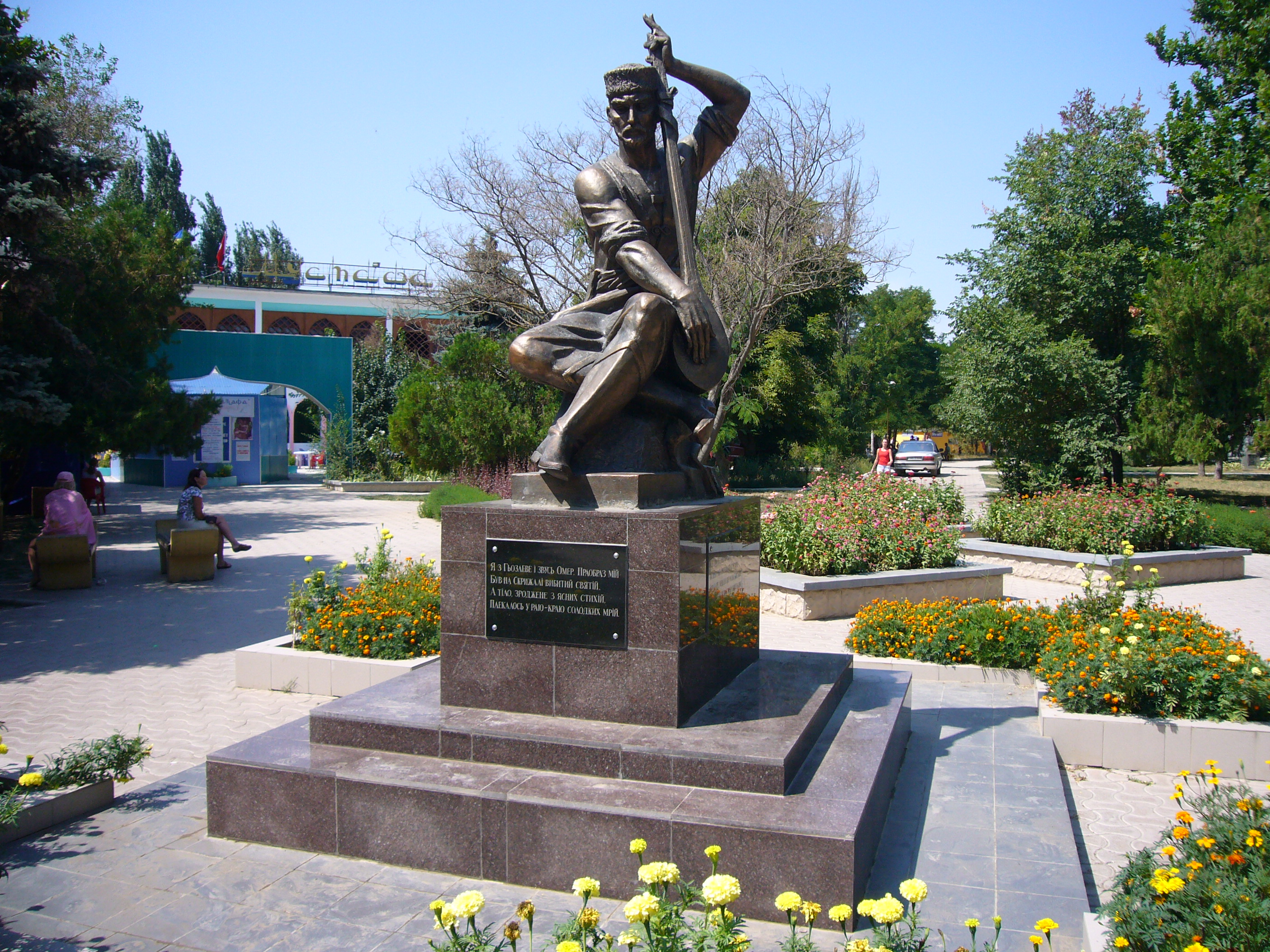
Monument al poeta tàtar Omer Gezlevi a Ievpatòria

El primer assentament registrat en l'àrea, s'anomenava Cercinites (Κερκινίτης), i fou construït per colonitzadors grecs al voltant del 500 aC. Junt amb la resta de Crimea, Cercinites fou part dels dominis de Mitridates VI Eupator, rei del Pont, del cognomen del qual, Eupator, es deriva el nom modern de la ciutat.
Des d'aproximadament el segle VII al X, Ievpatòria era un assentament de khàzars; el seu nom en llengua khàzar era probablement Güzliev (literalment "casa bonica"). Més tard fou subjecte als cumans (kipchaks), als mongols i al Kanat de Crimea. Durant aquest període la ciutat s'anomenava Kezlev pels tàtars i Gözleve pels otomans. El nom medieval rus Kozlov és una adaptació del nom tàtar.
Per un període curt entre 1478 i 1485, la ciutat fou administrada per l'Imperi Otomà. Després es convertia en un centre urbà important del Kanat de Crimea. El 1783, amb la totalitat Crimea, Kezlev era annexionada a l'Imperi Rus. El seu nom es convertia oficialment en Ievpatòria el 1784. La ciutat fou ocupada breument el 1854 per tropes britàniques, franceses i turques durant la Guerra de Crimea, quan fou el lloc de la batalla d'Eupatòria. Adam Mickiewicz va visitar la ciutat el 1825 i va escriure un dels seus sonets crimeans a la ciutat; més tard fou traduït al rus per Mikhaïl Lérmontov.
La mesquita de Juma Jamia de quatre segles és un dels molts edificis dissenyats o construïts per l'arquitecte otomà Mimar Sinan. Els minarets de 35 metres augmentaven als flancs de l'edifici. La mesquita era de gran importància estatal. Era aquí que una cerimònia de declaració dels drets del kans de Crimea tenia lloc a la seva entronització. Només després d'això se n'anava a la seva capital, la ciutat de Bakhtxisarai.
Després de l'annexió de Crimea per Rússia, Ievpatòria es convertí en residència del governant espiritual dels Karaïtes, el gakham. En relació amb això aquí hi ha un complex de dues cases de pregària construïdes sota supervisió dels germans Rabovich, en què les formes del Renaixement i arquitectura musulmana s'entrellaçaven en una manera inusual. El conjunt orgànicament incorpora tres patis. L'entrada es marca al costat de les portes, construïdes el 1900, que s'assemblen a un arc de triomf refinat.
El 24 de desembre del 2008 una explosió de gas destruïa un edifici de cinc plantes a la ciutat i morien 27 persones. El president Viktor Iúsxenko declarava que el 26 de desembre era un dia de dol nacional.
Dues platges a la ciutat són Bandera Blava des del maig del 2010; aquestes foren les primeres platges (junt amb dues platges a Ialta) a rebre el distintiu a un estat de la Comunitat d'Estats Independents.

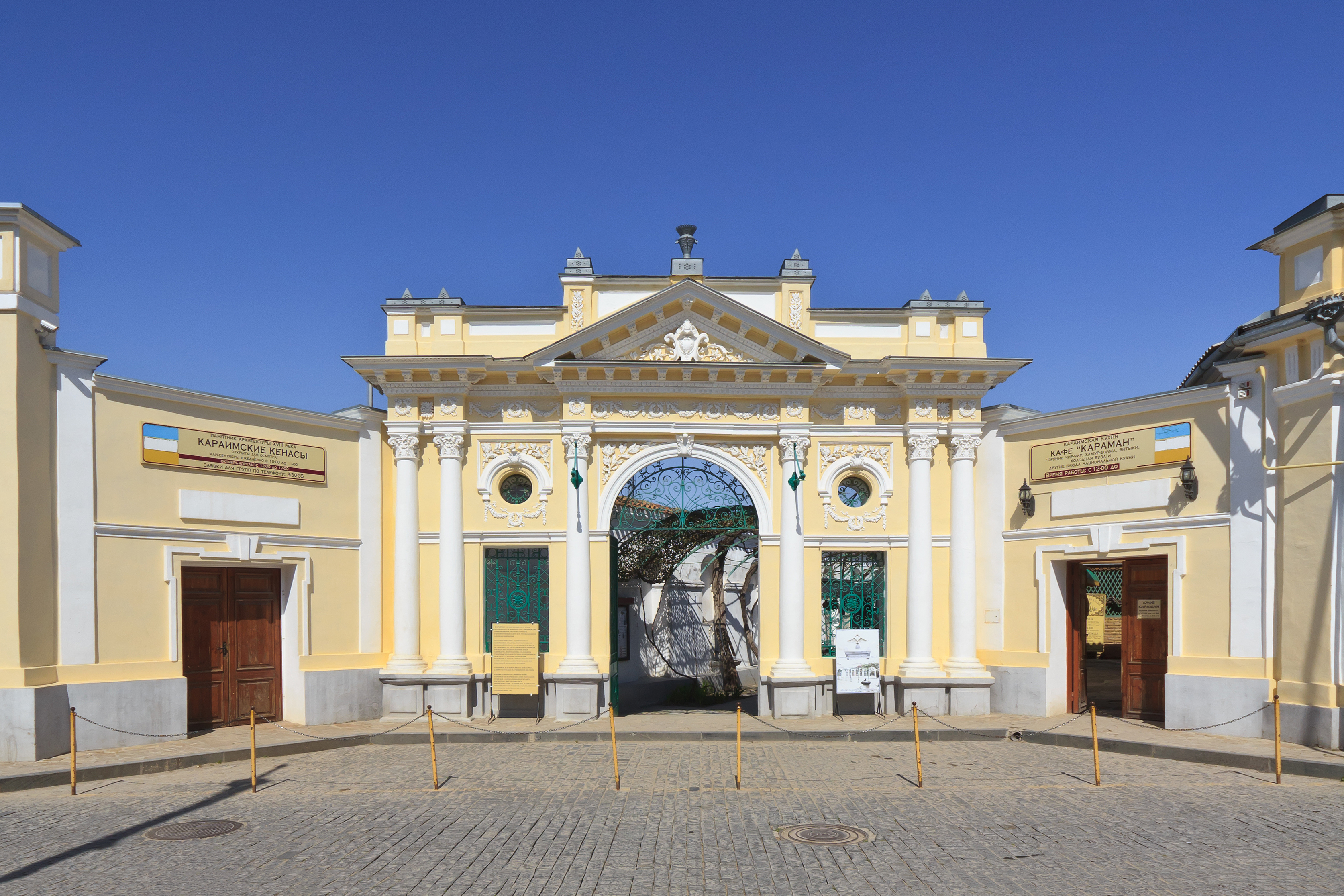
Entrada a la Kenassa karaïta a Ievpatòria
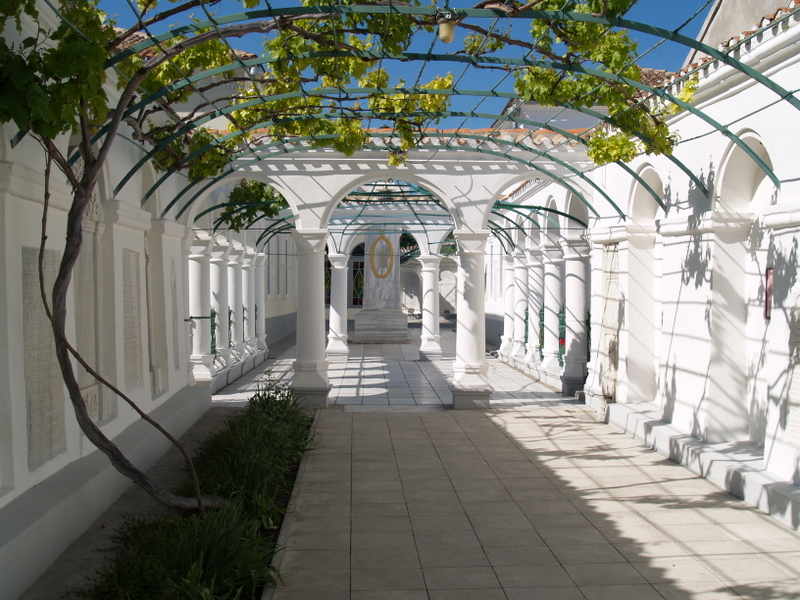
El jardí a la Kenssa karaïtate a Ievpatòria

## Personatges il·lustres
- Sergei Sokolov, mariscal soviètic
- Maria Gorokhóvskaia, gimnasta soviètica
- Vasily Kalafati (1869-1942), compositor musical.